# Годанвилер
Годанвилер (фр. Godenvillers) насеље је и општина у североисточној Француској у региону Пикардија, у департману Оаза која припада префектури Клермон.
По подацима из 2011. године у општини је живело 179 становника, а густина насељености је износила 34,56 становника/km². Општина се простире на површини од 5,18 km². Налази се на средњој надморској висини од 90 метара (максималној 117 m, а минималној 75 m).

## Демографија
| 1962. | 1968. | 1975. | 1982. | 1990. | 1999. | 2011. |
| ----- | ----- | ----- | ----- | ----- | ----- | ----- |
| 139   | 117   | 118   | 119   | 120   | 135   | 179   |

График промене броја становника у току последњих година